# Callimunga
Callimunga is een geslacht van rechtvleugeligen uit de familie Morabidae. De wetenschappelijke naam van dit geslacht is voor het eerst geldig gepubliceerd in 1976 door Key.

## Soorten
Het geslacht Callimunga  is monotypisch en omvat slechts de volgende soort:
- Callimunga isa (Rehn, 1952)